# 熊野哲也
熊野 哲也（くまの てつや、5月26日 - ）は、日本の男性声優。アーティストスタッフカンパニー所属。愛知県出身。以前はぷろだくしょん★A組に所属していた。

## 人物
特技はマラソン、フットサル。

## 出演作品

### テレビアニメ
- 格闘美神 武龍（2005年 - 2006年、加藤） - 2シリーズ

### OVA
- ナースウィッチ小麦ちゃんマジカルて（2004年、アニメーター）
- 星界の戦旗III（2005年、ログドーニュ）

### BLCD
- 言葉なんていらない（辻井）

### オーディオブック
- iTuneStoreオーディオブック「春についた100のうそ」

### 吹き替え

#### 映画
- キャスティング・ディレクター ハリウッドの顔を変えた女性
- キラーズ・コード
- 剣客乃恋
- チルドレン・オブ・ザ・デッド（ジェンキンス）
- バッド・ボーイズ
- プレデターX
- BUNRAKU

#### ドラマ
- ある素敵な日
- イ・サン
- イニョプの道
- 王女の男
- 王の顔（ボンドゥ）
- 風の国
- クリミナル・マインド4 FBI行動分析課（ウィテカー）
- こちらブルームーン探偵社
- シカゴ・メッド シーズン5
- 善徳女王（階伯）
- 太王四神記
- 朱蒙
- 鉄の王 キム・スロ
- Dr.HOUSE7
- ナイトライダー ネクスト
- ハイスクール・ニンジャ
- バビロン5
- HAWAII FIVE-0（ディーン・カネシロ）
- 4400 未知からの生還者2
- ミルドレッドの魔女学校
- メンタリスト
- ラブレイン

#### テレビ番組
- アメリカ潜水艦隊の軌跡
- イラク戦争の真実
- COREA
- スーパーモデルの世界
- 戦闘するデザイン
- PUBOLF HESS
- BAY OF PIGS
- 引き裂かれた朝鮮半島
- 迷宮事件ファイル

#### アニメ
- KND ハチャメチャ大作戦（ナンバー30℃）
- シャドウレイダース

### パチスロ
- パチスロ 格闘美神 武龍（加藤）

### 舞台
- 閃光ばなし（2022年9月26日 - 10月2日〔予定〕、ロームシアター京都 / 10月8日 - 30日〔予定〕、東京建物 Brillia HALL）[2][3][4]

### ナレーション
- 旅行会社教育ガイド

### その他コンテンツ
- MACOT（現・火乃真）とてっつぁんの名で個人Webラジオに出演。